# Thian
Thian, auch Tetrahydrothiopyran genannt, ist der einfachste schwefelhaltige gesättigte sechsgliedrige Heterocyclus.

## Darstellung
Thian kann in guter Ausbeute durch die Reaktion von 1,5-Dibrompentan mit Natriumsulfid erhalten werden.
{\displaystyle \mathrm {Br{-}(CH_{2})_{5}{-}Br+Na_{2}S\longrightarrow } } {\displaystyle \mathrm {C_{5}H_{10}S+2\ NaBr} }
Reaktion von 1,5-Dibrompentan mit Natriumsulfid zu Thian und Natriumbromid.
Eine weitere Möglichkeit ist die Cyclisierung von 5-Brom-1-pentanthiol in Gegenwart einer Base.
{\displaystyle \mathrm {Br{-}(CH_{2})_{5}{-}SH+NaH\longrightarrow } } {\displaystyle \mathrm {C_{5}H_{10}S+NaBr+H_{2}\ } }
Reaktion von 5-Brom-1-thiol mit Natriumhydrid unter der Bildung von Thian, Natriumbromid und Wasserstoff.
Außerdem ist die Herstellung durch Reaktion von 1,5-Dichlorpentan mit Natriumsulfid möglich.

## Eigenschaften
Thian kristallisiert im kubischen Kristallsystem mit dem Gitterparameter a = 869 pm und vier Formeleinheiten pro Elementarzelle.

## Reaktionen
Thian kann als Nukleophil reagieren, jedoch nur bei guten Abgangsgruppen. Organohalogenide können hierzu mit Silbersalzen aktiviert werden. Hierbei bilden sich sogenannte Tetrahydrothiopyranium-Salze.

Reaktion von Thian mit Bromessigsäure